# Парк культури та відпочинку імені Богдана Хмельницького
Парк культури та відпочинку імені Богдана Хмельницького (у народній мові — Парк культури) — парк у Галицькому районі міста Львова, пам'ятка садово-паркового мистецтва місцевого значення (з 1984).
Розташований між вулицями Стрийською, Героїв Майдану, Вітовського та Зарицьких.
У верхній частині парку культури був розташований Монумент Слави, вулиця Стрийська відділяє його від Стрийського парку, а вулиця Вітовського — від Цитаделі.
Загальна площа парку — 26 га.

## Історія
У XIX столітті перед теперішнім входом у парк культури знаходився Пелчинський став, що живився потічком Вулька, який стікав з Вулецьких пагорбів. Витікаючи з Пелчинського ставу потічок через Панєнський ставок впадав в річку Сороку. На Пелчинському ставі було споруджено в стилі ампір будівлю військової купальні. Тут гуляла міська знать, а взимку влаштовували ковзанку.
14 вересня 1845 року на ставку відбулося грандіозне благодійне шоу на користь потерпілих від повені Полтви. Пелчинський став перед відступом 1915 року спустило російське військо, після чого його водою не наповнювали і в 1921 році остаточно засипали, проклавши вулицю Пелчинську (нинішню Вітовського).
На місці нинішнього критого басейну «Динамо» від початку XX століття взимку функціонувала найбільша у Львові публічна ковзанка Львівського ковзанярського товариства з електричним освітленням, а влітку — тенісні корти. Звідси, від тенісних кортів, вгору до Кадетської школи тягнувся невеличкий (10 га) Пелчинський парк, який займав фактично ту частину нинішнього парку, що знаходиться між центральною алеєю та вул. Героїв Майдану. У верхній частині парку від вул. Героїв Майдану вздовж вул. Стрийської до вул. Лижвярської тягнувся вже у 1920-х роках сильно занедбаний старий Стрийський цвинтар, який було остаточно ліквідовано в процесі розбудови парку культури. В долині, з боку вул. Зарицьких містилися занедбані копальні глини.

### Проєкти парку культури і відпочинку у Львові
З включенням Західної України до складу СРСР нова влада поставила задачу щодо «трансформування існуючого середовища міста Львова в радянське за формою». Одною з ознак «несоціалістичності» Львова була відсутність парку культури і відпочинку трудящих радянського зразка. Взірцем таких парків був парк культури і відпочинку імені М. Горького у Москві.
У Львові ще 1940 року після довгих дебатів було прийнято рішення про розміщення парку культури і відпочинку в парку Погулянка. Під парк планувалося відвести територію площею 100 га. В парку передбачалося розміщення музичної раковини, танцювального майданчика, тиру для малокаліберної зброї на 50 стрілецьких позицій, літнього театру на 5000 місць, ресторану на 100 місць та численних фонтанів. Проєкт не було реалізовано через початок радянсько-німецької війни 1941–1945 років.
Післявоєнний Генеральний план реконструкції Львова (1946 року) передбачав створення парку культури на Погулянці, однак архітектори Генріх Швецький-Вінецький та Станіслав Соколов підготували і відстояли пропозицію про створення парку культури на нинішньому місці — між вулицями Стрийською та тодішньої Дзержинського (нині — вулиця Вітовського).
Згідно з цією пропозицією планувався і був створений бароковий парк площею 25 га.

### Закладка та розбудова парку

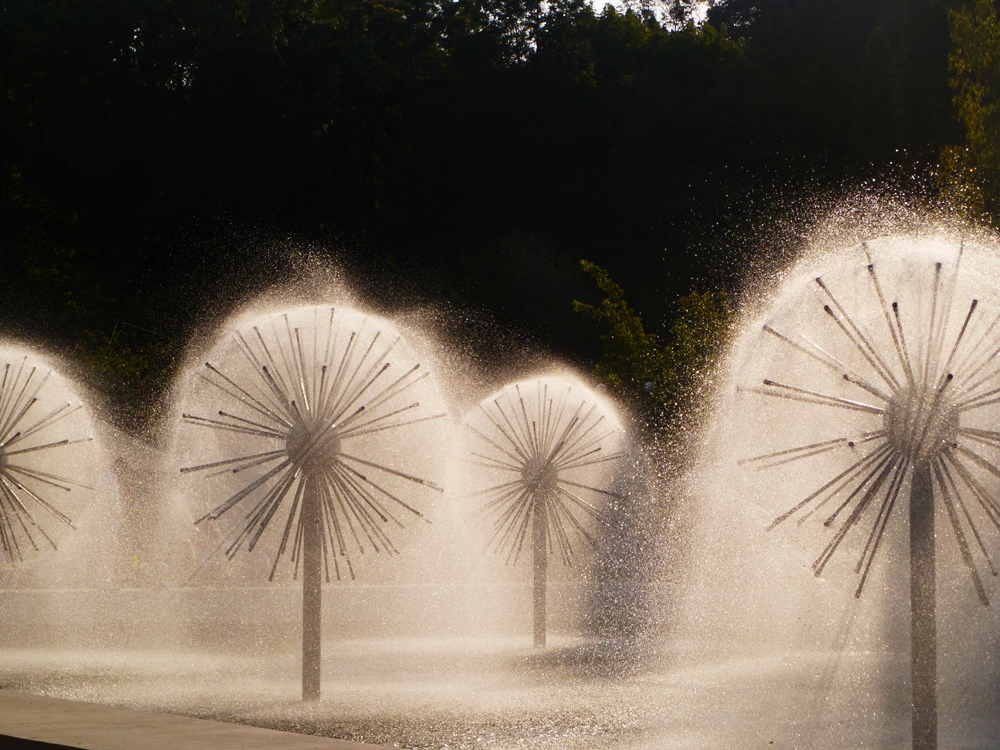
Фонтан «Кульбаби» перед входом у парк

Парк культури був закладений в радянський період, у 1951 році на місці колишнього сміттєзвалища, на яке його перетворили мешканці навколишніх вулиць. Будівельно-впорядкувальні роботи тривали до 1959 року. Парк мав два парадних входи, які прикрашалися колонадами корінфського ордеру (автор — архітектор Г. Швецький-Вінецький). Перший вхід знаходиться у нижній частині парку (з боку вул. Вітовського) від нього центральна алея піднімалася вгору до іншого парадного входу, що був розташований на розі вулиць Стрийської та Героїв Майдану, поруч з яким у 1960-х роках знаходився піонерський табір. Згодом вхідна арка зруйнована, піонерський табір ліквідовано і на цьому місці споруджений Монумент Слави.
Центральна алея парку довжиною понад 800 метрів є головною віссю паркового комплексу. На цій осі були терасно розташовані клумби, фонтани, партерна зелень та пішохідні доріжки, що провадили до об'єктів розташованих по обидва боки головної алеї. У верхній третині алеї була площа з масивними скульптурами Леніна (встановлена 1952 року) і Сталіна. 1966 року встановлено пам'ятник Карлові Марксу (скульптор Лука Біганич).
До 1965 року у верхній частині парку ліворуч від центральної алеї функціонувала сільськогосподарська виставка (виставка досягнень народного господарства Львівщини), територія якої була забудована дерев'яними павільйонами районів та галузей промисловості (архітектори — А. Д. Консулов, І. В. Базарник, М. Б. Консулова, П. Конт). Праворуч від осі знаходився літній Зелений театр на 6000 місць (архітектори — А. Консулов та Г. Швецький-Вінецький) — у 1960 — 1970-х роках місце проведення наймасовіших естрадних концертів і найбільша концертна споруда Львова. Цікавим об'єктом був ресторан (нині не існує), розташований на круглому майданчику на пагорбі ліворуч від центральної алеї у перший (нижній) її третині. Цікаве поєднання бетонних і дерев'яних елементів конструкції, а також незвична будова (кухня в центрі кола і столики по периметру на відкритій терасі) зробили його дуже популярним (народна назва — «Барабан»). Далі, за рестораном розташований стадіон «Юність» на 5 тисяч глядачів (занедбаний у роки незалежності, до Євро-2012 планувалася реконструкція, не здійснена). Праворуч від нижнього парадного входу був кінотеатр «Дружба» (недіючий, лишилася тільки будівля), побудований за типовим проєктом (прив'язка до місцевості — архітектор С. Соколов) характерним для архітектури епохи соцреалізму.
Таким чином до кінця 1959 року був створений найбільший у Львові об'єкт ландшафтної архітектури епохи сталінізму.
В подальші роки інфраструктура парку була суттєво перебудована. У парку були влаштовані атракціони (в тому числі оглядовий «Чортове колесо», з якого відкривається панорама міста), концертно-розважальний центр «Романтик» (1979, архітектори М. Ткач та Володимир Блюсюк), літня естрада, два ресторани, було розпочато будівництво Музею військ Прикарпатського Військового округу.
У 1970-х роках на місці мальовничого газону перед входом до парку з вул. Вітовського побудовано фонтан. Основною причиною заміни мальовничого газону на «кульбабовий» фонтан був у тому, що у сусідній будівлі регіонального управління КДБ встановили обладнання, що потребувало охолодження. З набуттям незалежності КДБ замінило СБУ і сучасне обладнання вже не потребувало охолодження, а фонтан залишився. Фонтан був облицьований гранітом, який потрохи був розтягнутий львів'янами на власні потреби. Після того бортики фонтану були пофарбовані білою фарбою.

## Сучасний стан

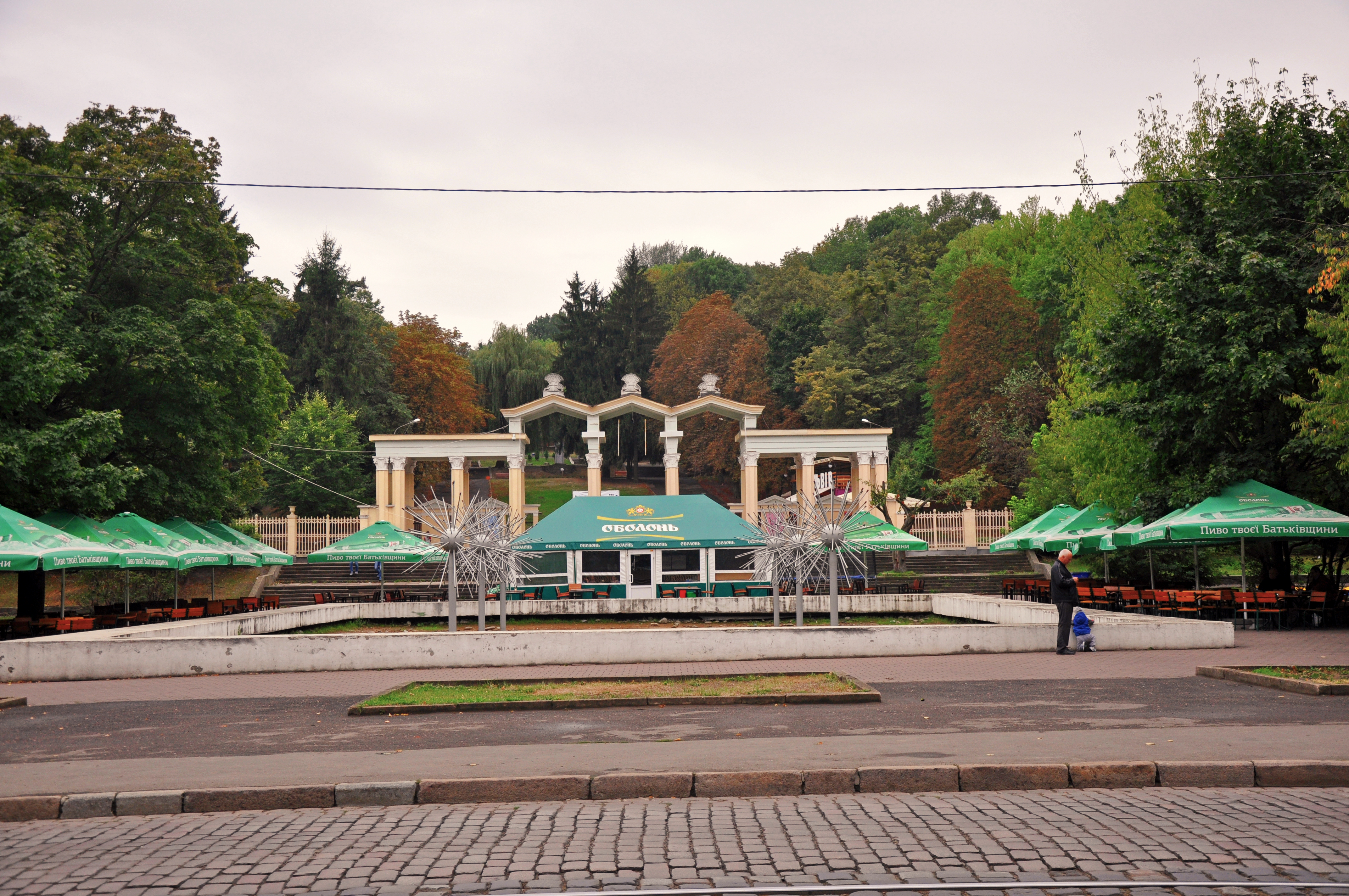
Головний вхід парку, осінь 2015 року

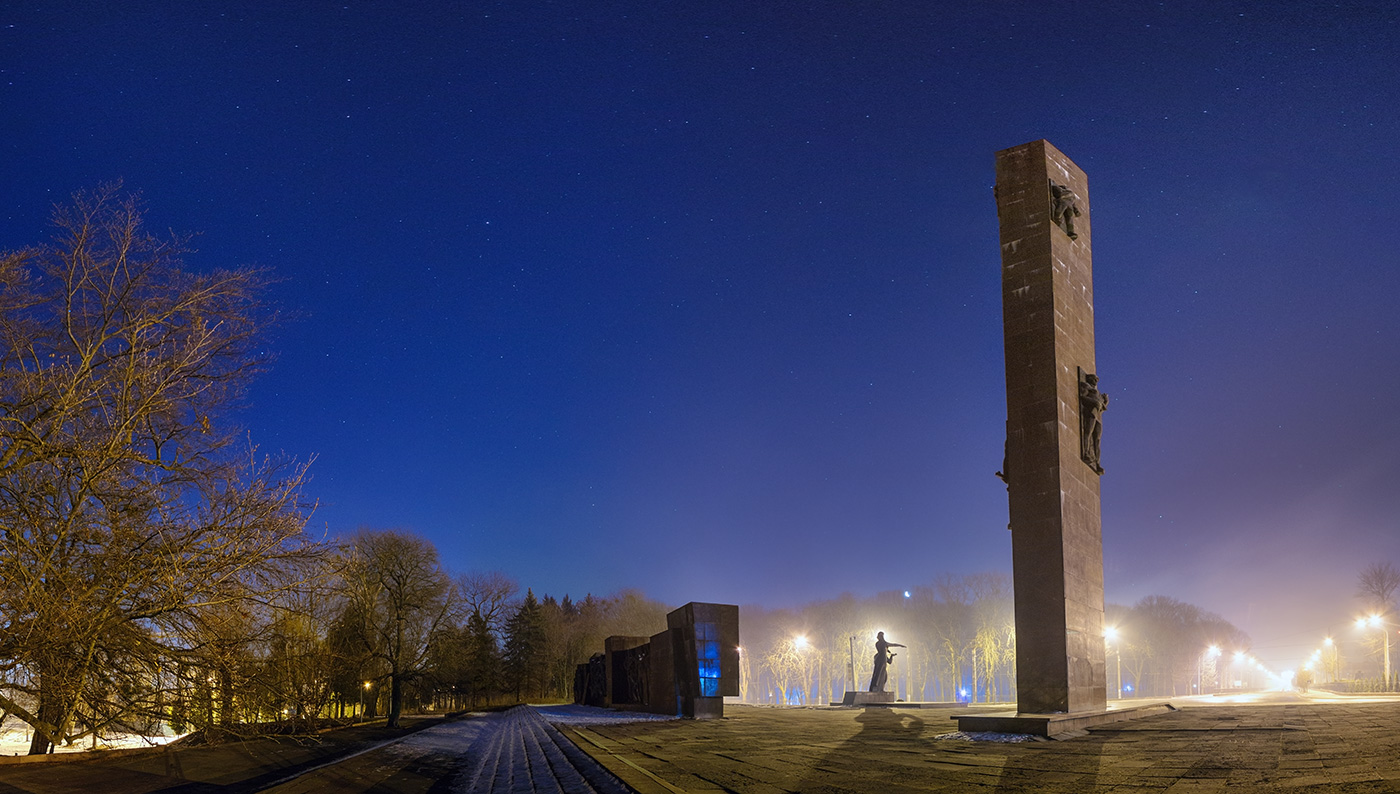
Парк зоряної ночі

Станом на 2009 рік від первинної сталінської версії парку залишилися лише два архітектурних об'єкти: колонада центрального входу та будівля колишнього кінотеатру «Дружба». Тим не менше цей парковий комплекс вважається прикладом вдалого пристосування архітектурних об'єктів до специфіки ландшафту і вдалого використання історизму в архітектурі.
Парк надалі залишається одним з найупорядкованіших у місті. Щорічно в жовтні тут відбуваються виставки-звіти аграріїв Львівщини «Золота Осінь».
У рамках підготовки до європейського чемпіонату з футболу 2012 року, стадіон «Юність» був реконструйований для того, аби команди-учасниці мали можливість тренуватися.
6 липня 2018 року, виконавчий комітет ЛМР погодив детальний план території в районі вул. Вітовського, Сахарова та Болгарської, який передбачає відновлення Пелчинського ставу, створення інноваційного простору на території старого трамвайного депо та реконструкцію однієї з найскладніших у Львові транспортних розв'язок.

### Події
- 24 травня 2008 року відбулася беатифікаційна свята меса з нагоди беатифікації Марти Вецької за участі папського легата кардинала Тарчізіо Бертоне[4].
- З метою відновлення історичних автомобільних перегонів трасою «Львівський трикутник» та рівнинних перегонів поза Львовом, а також, починаючи з червня 2015 року, у парку культури і відпочинку ім. Хмельницького проводиться щорічний фестиваль ретро автомобілів Leopolis Grand Prix.
- Щороку в останні вихідні червня у парку культури і відпочинку імені Богдана Хмельницького відбувається Міжнародний джазовий фестиваль Leopolis Jazz Fest, який за рейтингом поважного британського видання The Guardian визнано одним з найкращих джазових фестивалів Європи.
- Від 2016 року у парку відбувається «Street Food So Good» – фестиваль вуличної їжі, який виник першочергово як своєрідна платформа для розвитку локального підприємництва. Ці фестивалі дають можливість як новим, так й існуючим львівським закладам харчування та українським брендам одягу і аксесуарів представити свою продукцію для широкої публіки.
- Від 14 червня 2020 року у парку встановлено «Календар війни»: інсталяція, що постійно змінюється і присвячена важливим подіям російсько-української війни. Створена як символ відваги українського війська.
- У жовтні 2020 року парк спільно із ГО «Жіночий ветеранський рух» створив у парку культури і відпочинку імені Богдана Хмельницького Яблуневу Алею пам'яті про загиблих на війні українських воячок.

## Світлини

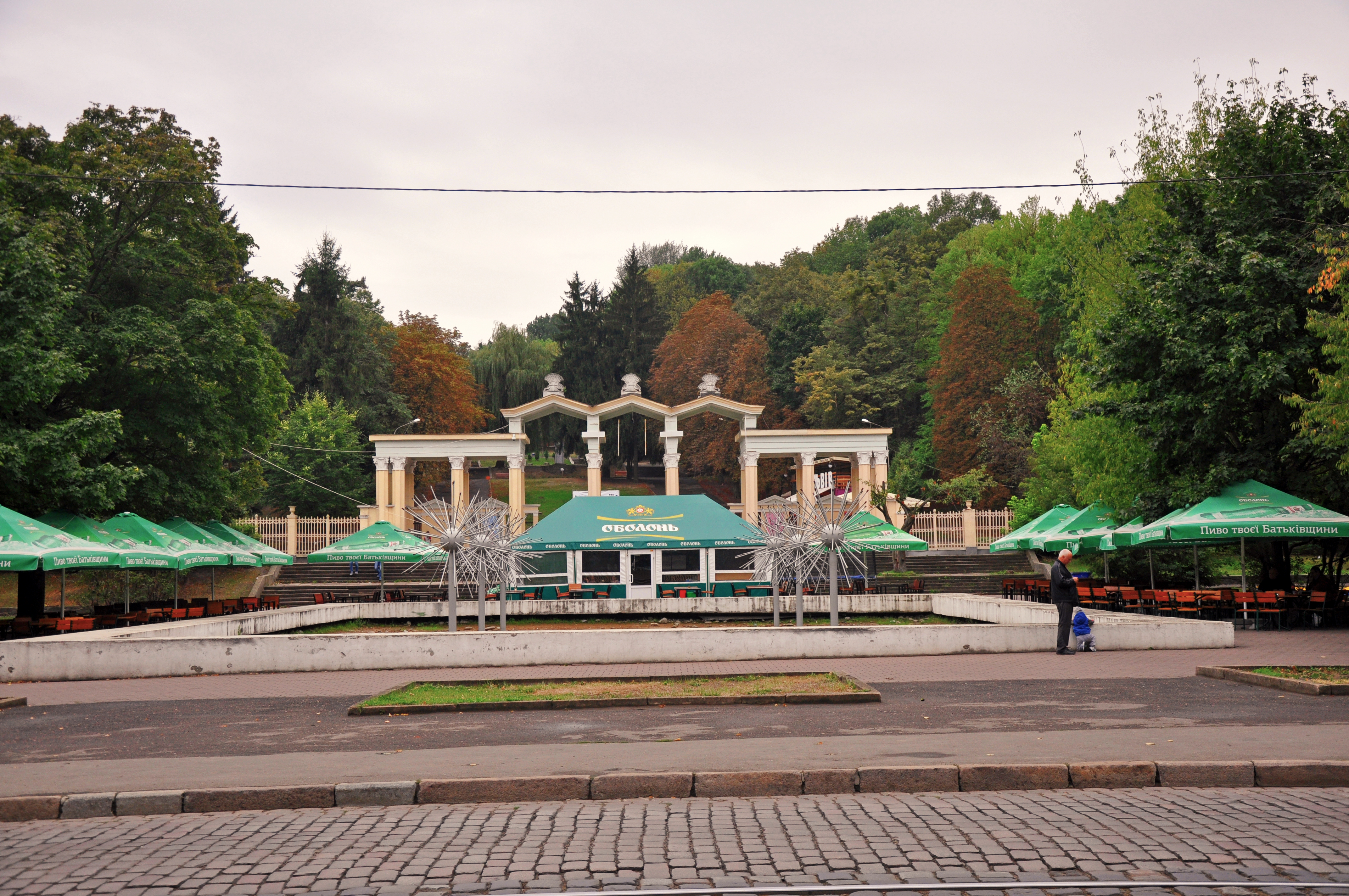
Головний вхід
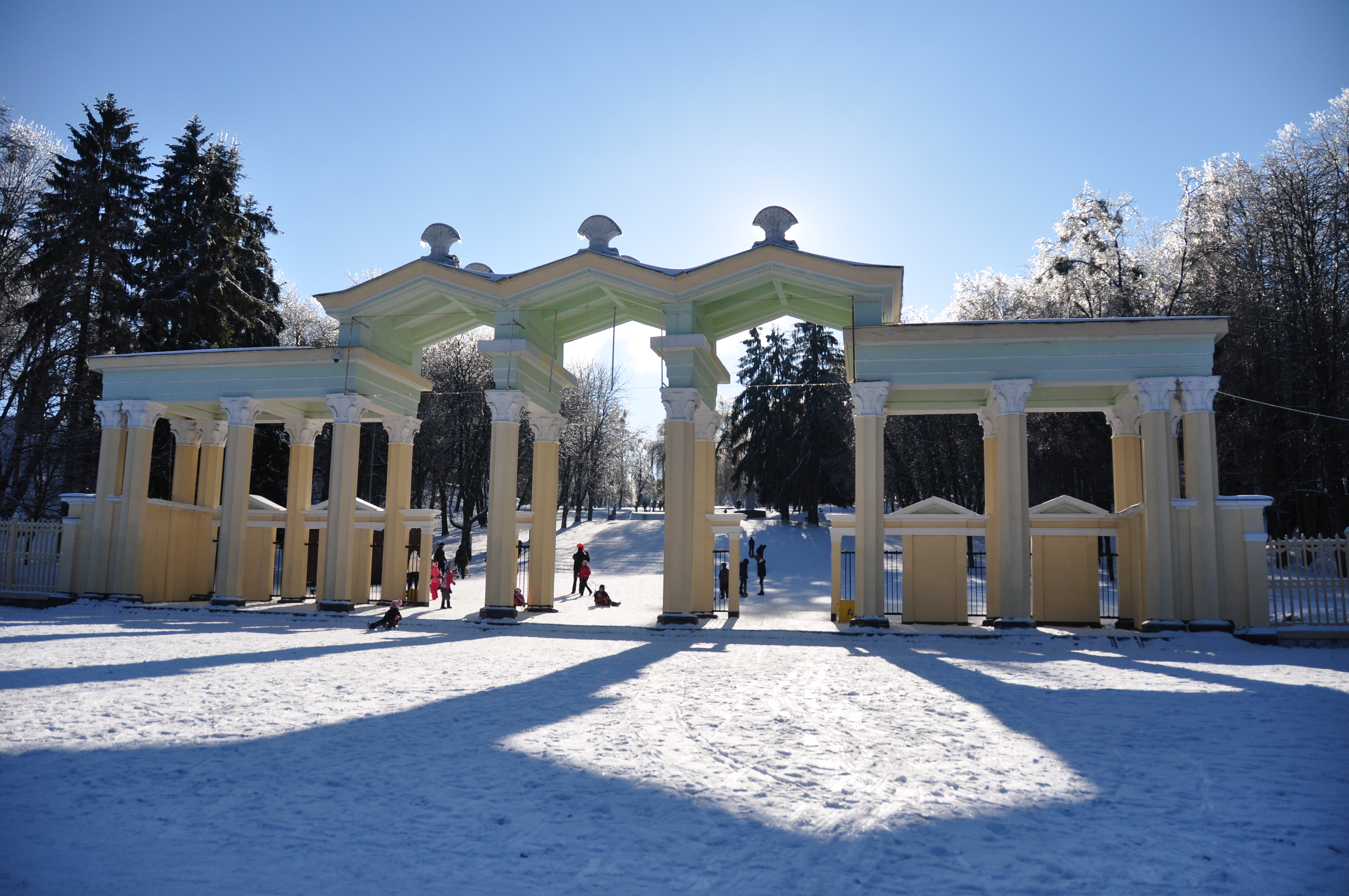
Головний вхід взимку
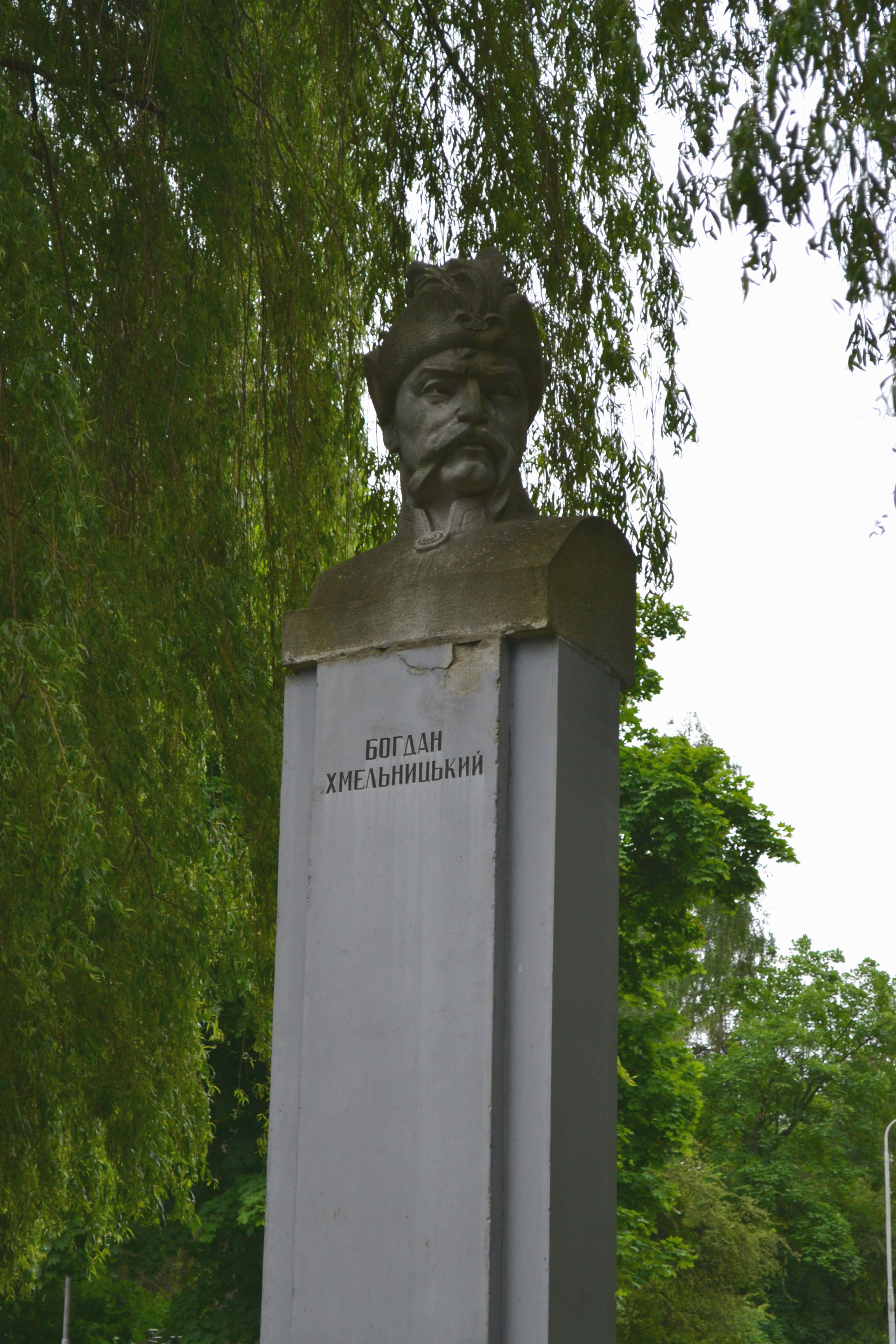
Пам'ятник Богданові Хмельницькому
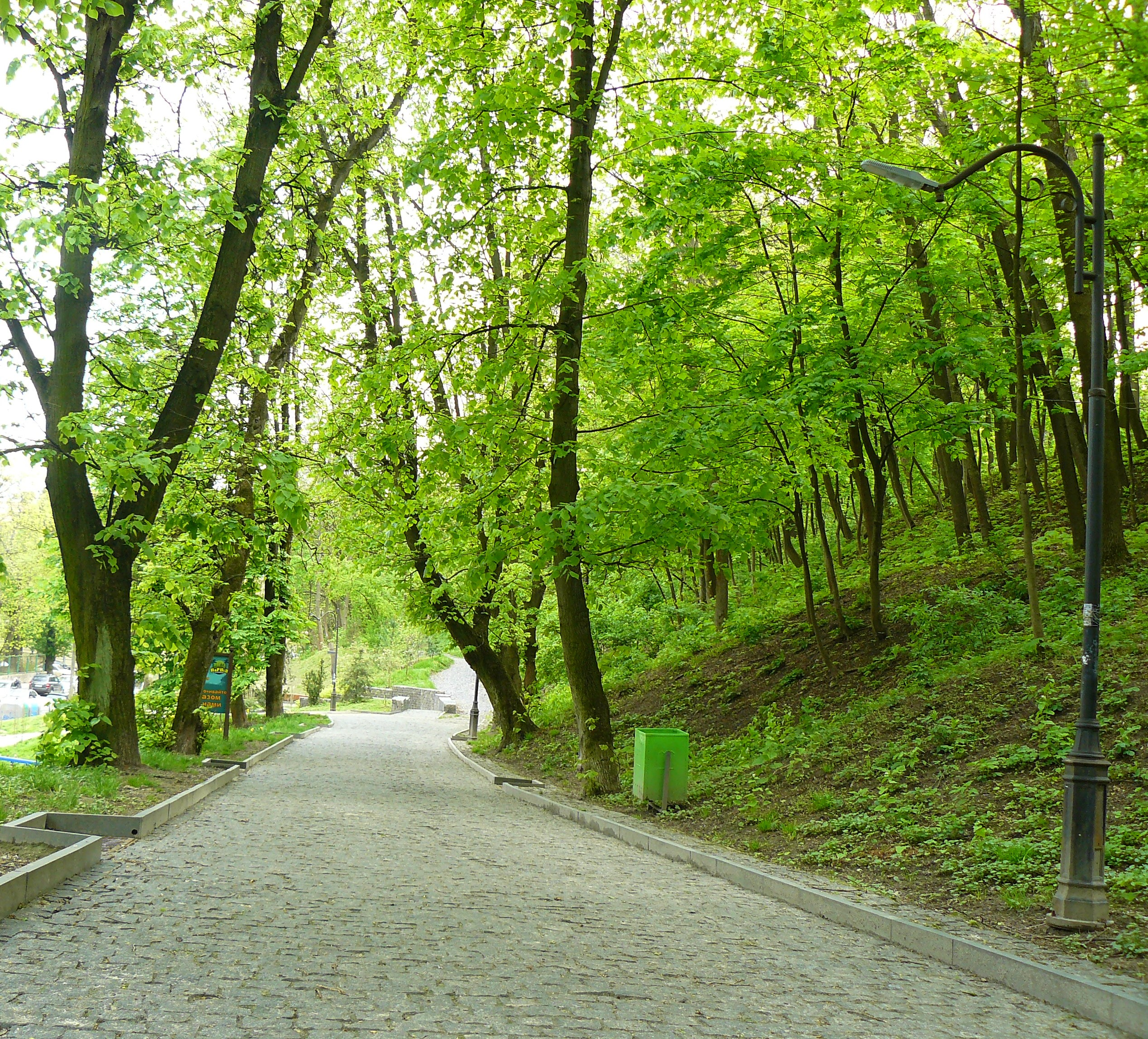
Пішохідна доріжка
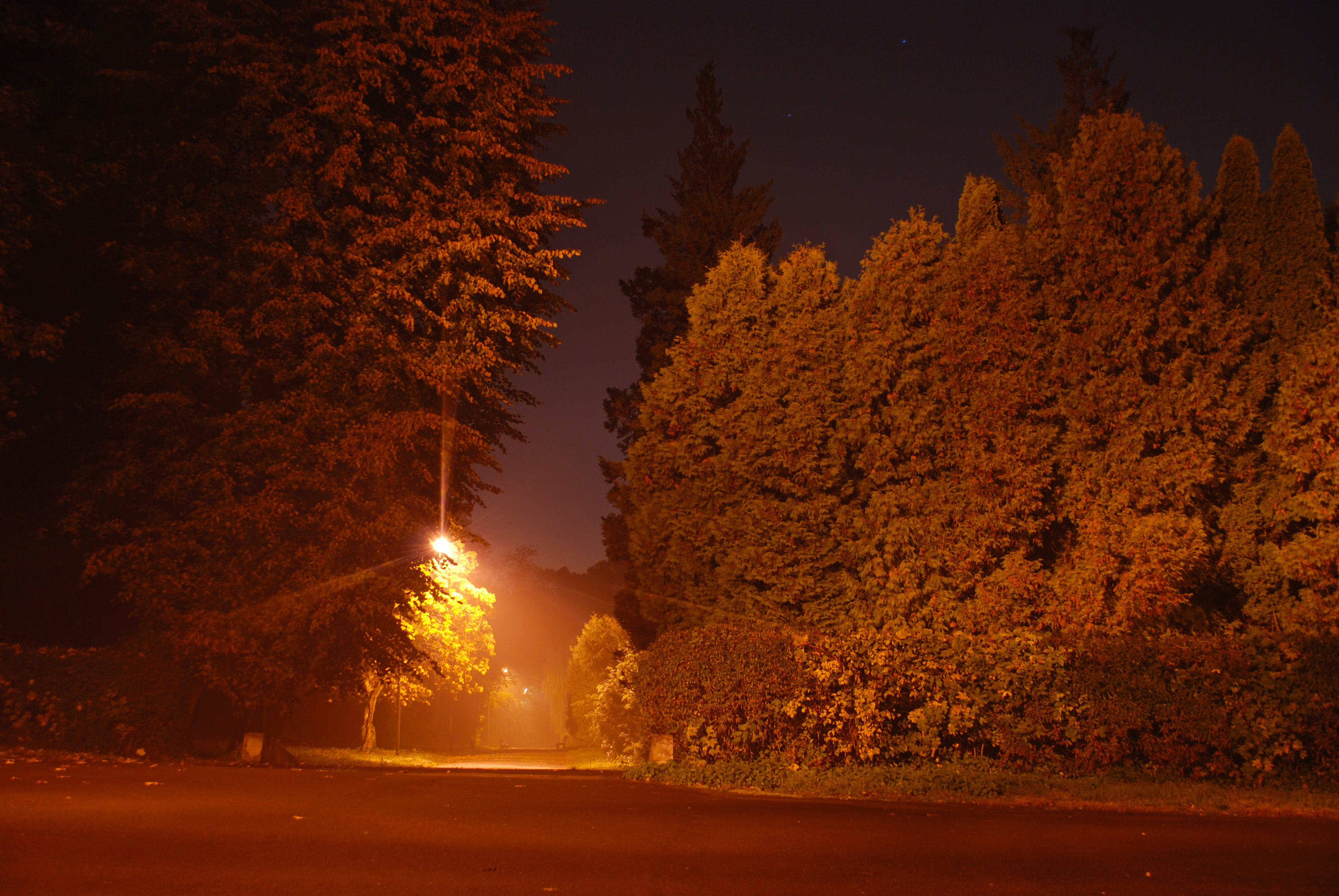
Парк вночі
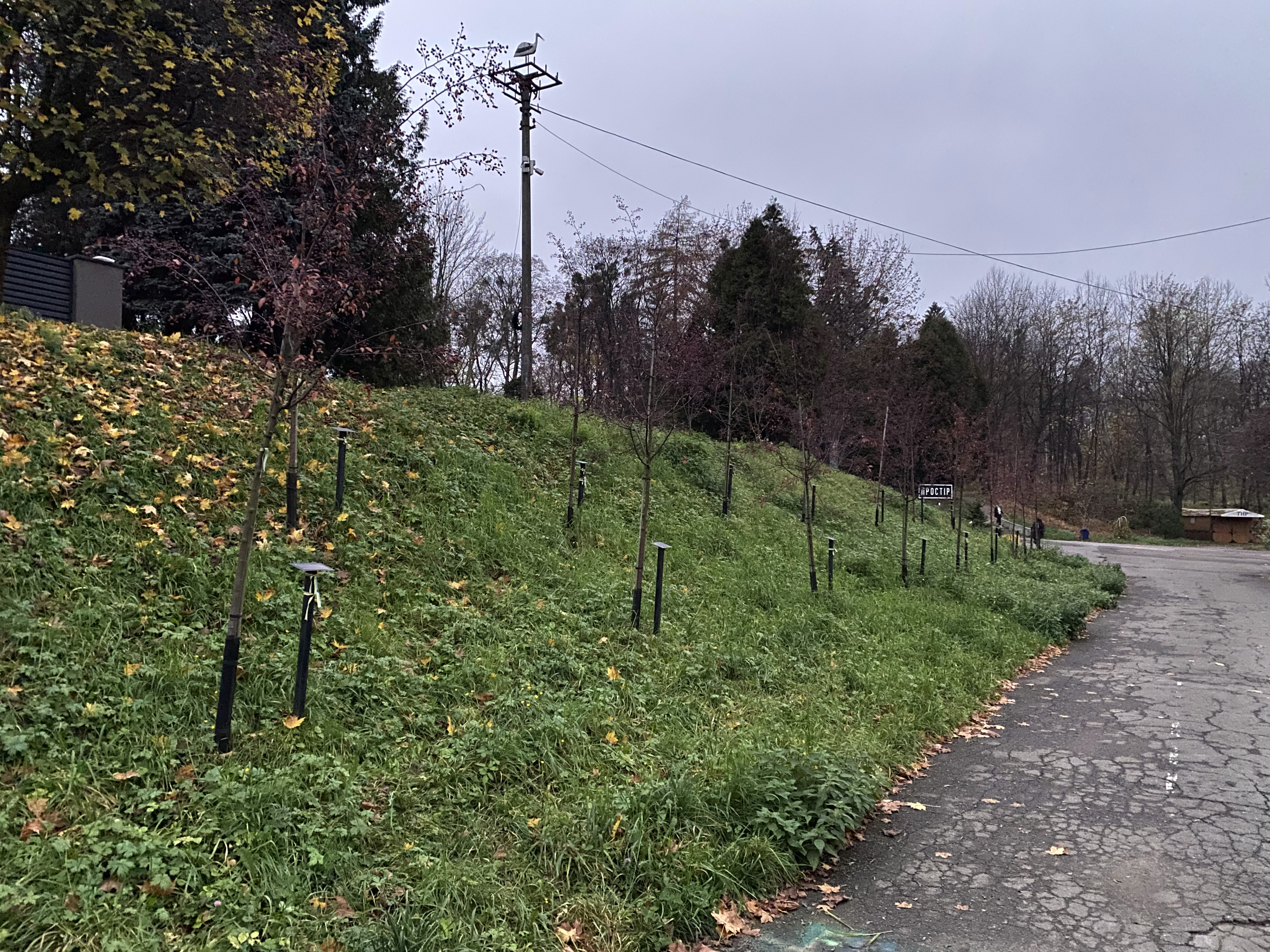
Алея пам'яті загиблим жінкам за Україну